# (65885) Lubenow
(65885) Lubenow (1997 YF20) – planetoida z pasa głównego asteroid okrążająca Słońce w ciągu 3,6 lat w średniej odległości 2,35 j.a. Odkryta 27 grudnia 1997 roku.